# Schloss Diesbach
Das Schloss Diesbach (auch Château de Torny-le-Grand) ist ein Herrschaftssitz in Torny-le-Grand (heute Gemeinde Torny) im Glanebezirk des Kantons Freiburg in der Schweiz.

## Lage
Das Schloss befindet sich im Norden von Torny an der Strasse „Au Village“, von der der nach dem Schloss benannte Weg „Château“ in das Schlossareal führt.

## Geschichte
Bereits im 12. Jahrhundert ist ein eigenes Geschlecht von Torny belegt, über dessen Herrschaftssitz aber nicht viel bekannt ist. Ein Pontius de Torniei wird in den Jahren von 1143 bis 1172 erwähnt, sein Sohn Pierre folgte ihm. Sie waren Vasallen der Savoyer und ihr Geschlecht erlosch vermutlich um das Jahr 1300. Ihre Nachfolge scheint die Familie Bonvillars angetreten zu haben. Im Jahr 1360 verkaufte Amadeus VI. von Savoyen Torny-le-Grand an Jean und Pierre de Billens. Die Familie Billens vererbte Torny später an Charles de Challant. Im Rahmen der Italienischen Kriege kam die Herrschaft an die Landvogtei Romont. Im 15. und 16. Jahrhundert gehörte Torny zur Herrschaft Villarsel-le-Gibloux, die ebenfalls in der Hand der Familie de Challant lag, wie aus mehreren Akten ersichtlich ist und sich sowohl für das Jahr 1439 als auch für 1573 nachweisen lässt. Françoise von Greyerz, Witwe von Charles de Challant verpfändete Torny schliesslich im Jahr 1558 – zusammen mit ihren Kindern – an Antoine Alex, an dessen Familie Torny im Jahr 1591 ganz verkauft wurde.
Im Jahr 1602 gelangte der Freiburger Zweig der ursprünglich bernischen Patrizierfamilie von Diesbach durch die Heirat von Georg von Diesbach mit Marguerite Alex an die Herrschaft und der dadurch entstehende Zweig nannte sich bald „von Diesbach-Torny“ (französisch de Diesbach de Torny). Sie waren hier bis zum Jahr 1798 ansässig, gewannen in Freiburg an Einfluss und stellten sogar zeitweise den Bürgermeister und Schultheissen. Auch durften sie im Jahr 1774 mit Erlaubnis der Stadt Freiburg das Halsgericht ihrer Herrschaft wiederherstellen.
Nach dem Einmarsch der Franzosen im Jahr 1798 kam die Familie in Schwierigkeiten. Zwar war Frédéric de Diesbach de Torny für Frankreich als Feldmarschall aktiv, doch mehrere Familienmitglieder hatten sich im 18. Jahrhundert auch in österreichischen Dienst begeben. François de Diesbach de Torny (1739–1811) wurde sogar als Parteigänger Österreichs verhaftet und im Schloss Chillon inhaftiert. Zudem wurde die Vogtei Romont aufgelöst und Torny-le-Grand wechselte binnen 50 Jahren etliche Male die Verwaltungseinheit (1798 Payern, 1803 Romont, 1815 Montagny, 1830 Dompierre, 1848 Glâne). François de Diesbach de Torny, vormals Staatsrat, gelang allerdings der Wiedereinstieg ins politische Geschäft und er wurde im Jahr 1803 Präfekt von Freiburg. Auch Joseph de Diesbach de Torny spielte später eine wichtige Rolle, als er im Jahr 1830 in der Freiburger Revolution schlichtend wirkte. Im Besitz der Familie blieb das Schloss bis zum Jahr 1892.
Seit 1989 befindet es sich im Besitz von Rudolf von Habsburg-Lothringen, einem Sohn des Erzherzogs Carl Ludwig von Österreich, der das Gebäude einer Renovierung unterzog und auch sein Wappen am Schloss anbringen liess.

## Beschreibung
Das Schloss ist ein viereckiger Bau mit Mansarddach. Das Gebäude ist auf das Jahr 1692 datiert, war aber damals noch zweietagig. Die letzte grössere Umgestaltung erfolgte in den Jahren 1730 bis 1745, in denen es zwischen 1740 und 1742 für Jean-Joseph-Georges de Diesbach-Torny aufgestockt wurde. Weitere Umbauten erfolgten zwischen den Jahren 1854 und 1869 sowie zwischen 1903 und 1919. Somit zeigt es sich heute als fünfachsiger barocker Bau mit symmetrischer Südost-Fassade, kleinen Flügelbauten und Nebengebäuden. Eine Kapelle ist bereits 1742 nachweisbar und wurde Notre-Dame-de-l’Assomption geweiht. Sie befindet sich hinter dem Schloss und wurde erst zirka 1920 mit diesem verbunden. Daneben haben sich weitere Gebäude von 1740 erhalten, darunter der Stall und ein – Ende des 19. Jahrhunderts rekonstruierter – Ofen. In den Jahren von 1904 bis 1974 befand sich zunächst das Noviziat der Schwestern vom Hl. Kreuz von Chavanod, dann eine Mädchenschule im Schloss. Im Jahr 1960 begann zudem eine grössere Restaurierung. Das Schweizerische Inventar der Kulturgüter von nationaler und regionaler Bedeutung führt das Schloss auf seiner Liste als A-Objekt – d. h., es besitzt nationale Bedeutung – mit der KGS-Nummer 02328.